# Castello di Oranienstein

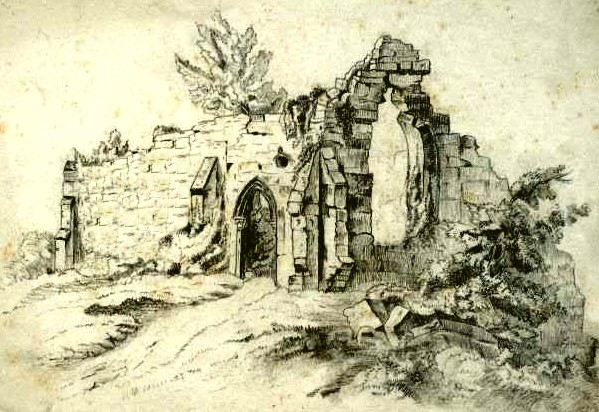
Disegno che riproduce le rovine dell'abbazia di Dierstein

Il castello di Oranienstein è un palazzo degli Orange-Nassau che fu costruito a Diez, nella Renania-Palatinato, per Albertina Agnese di Nassau verso la fine del XVII secolo sulle rovine dell'abbazia di Dierstein.
.
Il castello di Oranienstein è uno dei quattro castelli in Germania che portano il nome della Casa d'Orange. Oltre all'Oranienstein, si tratta del Castello di Oranienburg nel Brandeburgo e del Palazzo di Oranienbaum nell'Anhalt. Furono costruite per quattro sorelle che erano originarie di questa casa. Il quarto, il Palazzo Oranienhof vicino a Bad Kreuznach, non esiste più.

## Storia
Quando il castello di Oranienstein fu costruito, parti degli edifici del monastero romanico furono incorporate. Dal 1704 al 1709, il castello fu ricostruito per la prima volta sotto la nuora di Albertina, Enrichetta Amalia. I progetti per la trasformazione in palazzo barocco furono elaborati dall'architetto Daniel Marot, figlio del costruttore del complesso di Versailles. In sostanza, la struttura a cinque ali che esiste ancora oggi è stata creata in quel periodo. Le ricche decorazioni in stucco sono state realizzate dagli italiani Eugenio Castelli e Antonio Gentone, mentre i dipinti del soffitto sono stati a lungo ritenuti opera dell'olandese Jan van Dyk, ma in realtà sono stati creati da Carlo Lodovico Castelli, fratello del maestro stuccatore.
Dopo che l'invasione repubblicana francese distrusse la Repubblica olandese nel 1795, Guglielmo V di Orange-Nassau, e la sua famiglia fuggirono dapprima in Inghilterra, prima di stabilirsi a Oranienstein per diversi anni. Qui Guglielmo e suo figlio Guglielmo Federico emisero le "Lettere di Oranienstein", riconoscendo la Repubblica Batava e rinunciando al loro stadtholderate e alle loro rivendicazioni territoriali nei Paesi Bassi in cambio di una compensazione finanziaria e territoriale altrove, concessa dal Primo Console Napoleone Bonaparte.
Dopo l'annessione del Ducato di Nassau da parte della Prussia nel 1866, il palazzo fu consegnato all'esercito prussiano l'anno successivo. Ancora oggi è occupato dalla Bundeswehr, insieme alle caserme adiacenti, ma ospita anche un museo.